# Villamateo
Villamateo (llamada oficialmente Santiago de Vilamateo) es una parroquia española del municipio de Villarmayor, en la provincia de La Coruña, Galicia.

## Entidades de población
Entidades de población que forman parte de la parroquia:
- Lama (A Lama)
- Lobeiras (As Lobeiras)
- Cernadas Dabaixo (Cernadas de Abaixo)
- Cernadas Darriba (Cernadas de Arriba)
- Espeldoña
- Liñares
- Abeal (O Aveal)
- Campo (O Campo)
- Lugarexo (O Lugarexo)
- Agras
- O Marco do Río

## Demografía
| Gráfica de evolución demográfica de Villamateo entre 2000 y 2019 |
|                                                                  |
| Datos según el nomenclátor publicado por el INE.                 |